# Lu'an
Lu'an (en chino, 六安; pinyin, Lù'ān) es una ciudad-prefectura localizada en el oeste de la provincia de Anhui, República Popular de China. Limita al norte con Huainan, al sur con Anqing, al oeste con Xinyang y al este con Hefei. Su área es de 15 450 km² y su población para 2020 superó los 4,3 millones de habitantes.
Aunque el carácter "六" (seis) es por lo general pronunciado "Liu", la transcripción se cambia a "Lu" debido a la variación en el dialecto local.

## Administración
La ciudad prefectura de Lu'an se divide en 7 localidades que se administran en 3 distritos urbanos y 4 condados rurales. 
- Distrito Jin'an (金安区), sede de la ciudad-prefectura
- Distrito Yu'an (裕安区)
- Distrito Yeji (叶集区)
- Condado de Huoqiu ( 霍邱县)
- Condado de Shucheng ( 舒城县)
- Condado de Jinzhai (金寨县)
- Condado de Huoshan (霍山县)

### Localidades con población en noviembre de 2010
- Huòqiū Xiàn 1,246,129
- Huòshān Xiàn 315,144
- Jīn'ān Qū 789,699
- Jīnzhài Xian 514,456
- Shūchéng Xian 749,273
- Yèjí Qū 134,239
- Yù'ān Qū 854,645

## Clima
| Parámetros climáticos promedio de Lu'an (1971−2000) | Parámetros climáticos promedio de Lu'an (1971−2000) | Parámetros climáticos promedio de Lu'an (1971−2000) | Parámetros climáticos promedio de Lu'an (1971−2000) | Parámetros climáticos promedio de Lu'an (1971−2000) | Parámetros climáticos promedio de Lu'an (1971−2000) | Parámetros climáticos promedio de Lu'an (1971−2000) | Parámetros climáticos promedio de Lu'an (1971−2000) | Parámetros climáticos promedio de Lu'an (1971−2000) | Parámetros climáticos promedio de Lu'an (1971−2000) | Parámetros climáticos promedio de Lu'an (1971−2000) | Parámetros climáticos promedio de Lu'an (1971−2000) | Parámetros climáticos promedio de Lu'an (1971−2000) | Parámetros climáticos promedio de Lu'an (1971−2000) |
| Mes                                                 | Ene.                                                | Feb.                                                | Mar.                                                | Abr.                                                | May.                                                | Jun.                                                | Jul.                                                | Ago.                                                | Sep.                                                | Oct.                                                | Nov.                                                | Dic.                                                | Anual                                               |
| --------------------------------------------------- | --------------------------------------------------- | --------------------------------------------------- | --------------------------------------------------- | --------------------------------------------------- | --------------------------------------------------- | --------------------------------------------------- | --------------------------------------------------- | --------------------------------------------------- | --------------------------------------------------- | --------------------------------------------------- | --------------------------------------------------- | --------------------------------------------------- | --------------------------------------------------- |
| Temp. máx. media (°C)                               | 6.8                                                 | 8.8                                                 | 13.3                                                | 20.9                                                | 26.0                                                | 29.1                                                | 32.1                                                | 31.6                                                | 26.8                                                | 21.8                                                | 15.5                                                | 9.7                                                 | 20.2                                                |
| Temp. mín. media (°C)                               | -0.5                                                | 1.3                                                 | 5.5                                                 | 11.7                                                | 17.0                                                | 21.2                                                | 24.4                                                | 23.9                                                | 18.9                                                | 13.2                                                | 6.7                                                 | 1.4                                                 | 12.1                                                |
| Precipitación total (mm)                            | 40.5                                                | 54.7                                                | 86.5                                                | 83.8                                                | 113.9                                               | 162.3                                               | 185.6                                               | 137.3                                               | 83.4                                                | 77.3                                                | 55.2                                                | 27.3                                                | 1107.8                                              |
| Días de precipitaciones (≥ 0.1 mm)                  | 8.6                                                 | 8.8                                                 | 13.0                                                | 11.3                                                | 11.6                                                | 12.1                                                | 13.0                                                | 11.2                                                | 10.4                                                | 9.2                                                 | 8.0                                                 | 6.4                                                 | 123.6                                               |
| Fuente: Weather China                               |                                                     |                                                     |                                                     |                                                     |                                                     |                                                     |                                                     |                                                     |                                                     |                                                     |                                                     |                                                     |                                                     |